# Relations entre la Serbie et l'Ukraine
Les relations serbo-ukrainiennes ont véritablement pris leur essor après la chute de l'URSS et l'indépendance de l'Ukraine. La Serbie reconnut officiellement l'Ukraine en décembre 1991. Le 15 avril 1994, les deux pays établirent des relations diplomatiques.
L'Ukraine possède une ambassade à Belgrade actuellement dirigée par Anatoliy Tymofiy Oliynyk, la Serbie en possède une à Kiev actuellement dirigée par Goran Aleksić. L'ambassadeur serbe à Kiev assure également le poste d'ambassadeur auprès de la Moldavie tandis que l'ambassadeur ukrainien à Belgrade cumule le poste d'ambassadeur auprès du Monténégro.

## Histoire
Au XIXe siècle, il existait en Ukraine deux provinces peuplées de Serbes : la Nouvelle Serbie et la Slavo-Serbie. Par le décret sénatorial du 29 mai 1753, les terres de ces deux provinces furent offertes comme zone de peuplement à des chrétiens orthodoxes afin d'assurer protection et développement de cette zone frontalière sud composée de steppes. La Slavo-Serbie était directement gouvernée par le Sénat russe. Les colons rejoignirent le régiment de hussards de Bakhmout en 1764. En 1764, la Slavo-Serbie devint l'ouiezd du Donetz du Gouvernement de Iekaterinoslav (aujourd'hui situé dans l'est de l'Ukraine).

## Aujourd'hui
Il existe de nombreuses organisations ukrainiennes en Serbie. Par exemple la minorité ukrainienne serbe possède son propre conseil national basé à Novi Sad. Cette communauté a d'ailleurs tissé de nombreux liens avec les Ruthènes de Pannonie. Les organisations ukraino-ruthènes ont des sièges à Inđija, Sremska Mitrovica, Vrbas, Kula, Đurđevo, Ruski Krstur, Šid, Kucura et Subotica. Selon le recensement  de 2002, la Serbie hébergeait 5354 Ukrainiens et 15905 Ruthènes, la majorité résidant en Voïvodine. Selon le recensement ukrainien de 2002, seuls 623 Serbes résidaient en Ukraine ; parmi eux 219 parlaient serbe, 104 ukrainien, 218 russe, et 68 d'autres langues.

## Relations politiques

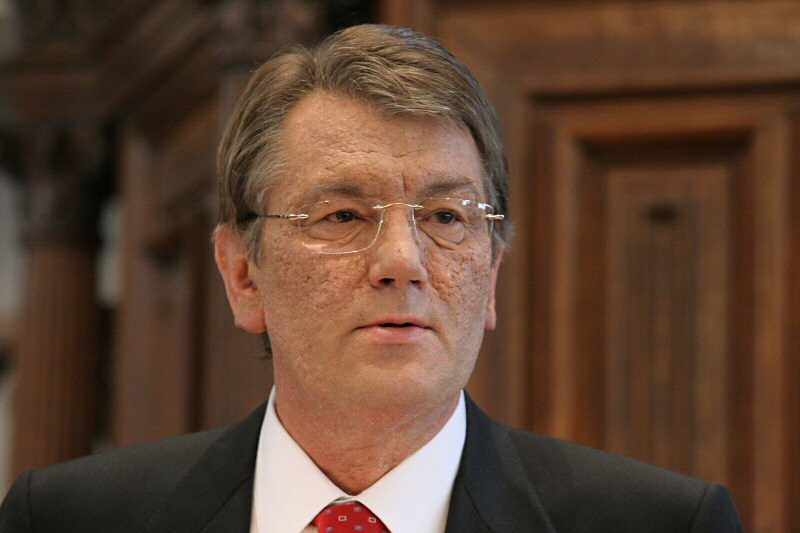
Viktor Iouchtchenko, président ukrainien.

Depuis plusieurs années, la Serbie et l'Ukraine ont multiplié les réunions bilatérales. En janvier 2001, le président ukrainien Leonid Koutchma rencontra à Belgrade le président de la République fédérale de Yougoslavie Vojislav Koštunica. Le premier ministre yougoslave Dragiša Pešić fut reçu en Ukraine en septembre 2001, le président serbo-monténégrin en novembre 2003.
Le ministre serbe des Affaires étrangères Goran Svilanović se rendit en Ukraine en février 2002. En février 2004 le ministre ukrainien de la Défense arriva en Serbie tandis que le ministre ukrainien des Affaires étrangères Kostiantyn Hrychtchenko rencontra son homologue à Belgrade en octobre 2004. En janvier 2005 le ministre serbe des Affaires étrangères Vuk Drašković se rendit en Ukraine et célébra l'investiture du président Viktor Iouchtchenko. Il y retourna en juin 2005 et mars 2006. Le ministre ukrainien des Affaires étrangères Borys Tarassiouk se rendit en Serbie en janvier 2006 et Arseni Iatseniouk en juillet 2007.
Le président de l'assemblée nationale serbe Zoran Šami rencontra le président de la Verkhovna rada Volodymyr Lytvyn durant la session de l'assemblée parlementaire de la Coopération économique de la mer Noire tenue à Kiev en juin 2005. La maire de Belgrade Radmila Hrustanović se rendit également à Kiev en juin 2002.
Plusieurs réunions entre les deux pays se sont aussi déroulées lors de sommets internationaux comme lors du Sommet de la Terre 2002 à Johannesburg.
L'organisation civique ukrainienne Pora! travailla en étroite collaboration avec des membres de l'organisation serbe Otpor!. Le mouvement Otpor! aida à renverser le régime de Slobodan Milošević durant les manifestations du 5 octobre et aida les membres de Pora! à organiser la révolution orange contre le régime de Leonid Koutchma.
En 2008, après la déclaration d'indépendance du Kosovo, le président de la Verkhovna rada déclara : « l'Ukraine soutiendra la Serbie sur la question du Kosovo » La première ministre Ioulia Tymochenko déclara que l'Ukraine devait s'interroger sur la façon d'appréhender les événements du Kosovo, soit comme un phénomène unique dans le monde, soit dans le contexte des séparatismes tels en Transnistrie, Abkhazie ou Ossétie du Sud.

## Relations économiques
En 2004, les flux commerciaux entre les deux pays étaient estimés 324 millions de dollars dont 49 millions de dollars d'exportation en provenance de Serbie et 275 millions d'exportation ukrainienne. Dans les 8 premiers mois de 2005, le volume des échanges était estimé à 277 millions de dollars dont 54 millions de dollars d'exportation serbe et 222 millions de dollars d'exportation ukrainienne.

## Culture et éducation
La Serbie et l'Ukraine ont signé le 24 janvier 1996 un accord portant sur les domaines de l'éducation de la culture et des sports. Sur la base de cet accord, un programme de coopération complémentaire s'étalant de 2002 à 2004 fut signé en février 2002. Il fut décidé d'étendre cet arrangement en 2005 après échange de notes diplomatiques : un mémorandum d'arrangement fut signé entre les deux parties portant sur la coopération entre les deux ministères des Affaires étrangères.

## Défense
Les deux pays signèrent un traité de coopération militaire le 4 novembre 2003, qui fut ratifié en août 2004. Les priorités de l'accord portèrent sur la modernisation de l'armée, le développement et la production de l'armement et de l'équipement militaire, la participation d'entreprises serbes dans la décontamination d'armes nucléaires en Ukraine, des opérations conjointes, l'échange d'informations et la formation des troupes.